# Cedarville (Washington, Stevens megye)
Cedarville (korábban Cedar Canyon) az Amerikai Egyesült Államok északnyugati részén, Washington állam Stevens megyéjében elhelyezkedő kísértetváros.
Cedar Canyont az 1890-es években, a helyi ezüstlelőhely felfedezése után alapították. 1897-ben a településen a Smith család szállója, Mr. Diamond boltja, egy istálló, egy iskola és legalább négy szalon működött; a helyi postahivatalt 1909-ben nyitották meg. Miután a helység népessége elérte a 300 főt, a név Cedarville-re változott. 1911-re az ezüstbánya kimerült, így a település hanyatlani kezdett.

## Fordítás
Ez a szócikk részben vagy egészben  a   Cedarville, Stevens County, Washington című angol Wikipédia-szócikk ezen változatának fordításán alapul.  Az eredeti cikk szerkesztőit annak laptörténete sorolja fel. Ez a jelzés csupán a megfogalmazás eredetét és a szerzői jogokat jelzi, nem szolgál a cikkben szereplő információk forrásmegjelöléseként.